# 塞尔辛根
塞尔辛根是德国下萨克森州的一个市镇。总面积41.86平方公里，总人口3429人，其中男性1679人，女性1750人（2011年12月31日），人口密度82人/平方公里。